# Orxan Aslanov
Orxan Aslanov (24 de marzo de 1995) es un deportista azerbaiyano que compite en atletismo adaptado. Ganó dos medallas en los Juegos Paralímpicos de Verano, oro en Tokio 2020 y oro en París 2024.

## Biografía
Orxan Aslanov nació el 24 de marzo de 1995. Se graduó de la Facultad de Ingeniería de la Universidad Técnica de Azerbaiyán en Bakú.
En agosto de 2021 Orxan Aslanov compitió en los Juegos Paralímpicos de Tokio 2020 en Japón. En la prueba de salto de longitud Orxan Aslanov ganó la medalla de oro con un resultado de 7,36 metros. El 6 de septiembre de 2021, por el decreto del presidente de Azerbaiyán, Ilham Aliyev, Orxan Aslanov recibió la orden de primer grado "Por servicio a la patria" por sus logros en los Juegos Paralímpicos de Tokio 2020 y sus contribuciones al deporte azerbaiyano.
En septiembre de 2024 Orxan Aslanov compitió en la categoría T13 en los Juegos Paralímpicos de París 2024 y participó en la competición de salto de longitud y ganó una medalla de oro con un índice de 7,29 metros. El 10 de septiembre de 2024, el presidente de Azerbaiyán, Ilham Aliyev, le otorgó la Orden Shohrat por sus destacados logros en los Juegos Paralímpicos de París de 2024 y sus contribuciones al desarrollo de los deportes azerbaiyanos. El decreto del presidente, fechado el mismo día, también le otorgó un premio en efectivo de 200.000 manat por ganar el oro y 100.000 manat por ganar la plata en los Juegos Paralímpicos.

## Palmarés internacional
| Juegos Paralímpicos | Juegos Paralímpicos | Juegos Paralímpicos | Juegos Paralímpicos   |
| Año                 | Lugar               | Medalla             | Prueba                |
| ------------------- | ------------------- | ------------------- | --------------------- |
| 2020                | Tokio (Japón)       | Medalla de oro      | Salto de longitud T13 |
| 2024                | París (Francia)     | Medalla de oro      | Salto de longitud T13 |